# Agent Vondelaar
Agent Vondelaar (Frans: Joseph Longtarin) is een personage uit de stripreeks Guust. Hij verscheen voor het eerst in een strip die op 22 maart 1962 werd gepubliceerd in Robbedoes.
Agent Vondelaar is een echte dienstklopper, een man die leeft voor zijn vak. Hij is heel strikt met de regels en komt daardoor vaak in aanvaring met de zorgeloze Guust Flater.
Omdat Guust altijd gratis probeert te parkeren, houdt Vondelaar het autootje van Guust, een oude geel-zwarte Fiat 509, goed in de gaten. Maar Guust zou Guust niet zijn als hij niet telkens een manier vindt om de politieman een loer te draaien. Met behulp van robots die parkeermeters omzagen, met vuurpijlen uitgeruste parkeermeters en andere vormen van parkeermetersabotage maakt hij Vondelaar het leven zuur. Zelfs de flora en fauna komen er aan te pas om Vondelaars werk onmogelijk te maken; hij laat slingerplanten om de meters groeien of bouwt er een vogelnestje op.
Maar ook Vondelaar is erg creatief: zo bedenkt hij een bord 'verboden te parkeren' dat alleen geldt voor Guust zijn autootje en een bord met een ingebouwde parkeermeter, zodat Guust een dubbele boete krijgt.
Vondelaar is regelmatig slachtoffer van de flaters van Guust. Hij wordt onder andere op de meest bijzondere manieren besmeurd (verf, water, roet), verbrand, vergiftigd, bang gemaakt en verwond. Door de streken van Guust komt Agent Vondelaar regelmatig in conflict met zijn superieuren.
Vondelaar heeft een vrouw wier gezicht en naam nooit worden getoond. Zij spreekt Vondelaar aan met 'kippetje'. Hij tekent in zijn vrije tijd ook graag strips.
Vondelaar draagt een Frans politie-uniform. Voorheen gebruikte Franquin andere, Belgische agenten, maar met het oog op de Franse markt werden de personages ook min of meer daar gesitueerd. In het begin had hij nog geen naam. Franquin creëerde met Vondelaar de in zijn ogen typische bemoeizuchtige flik.